# Rifa

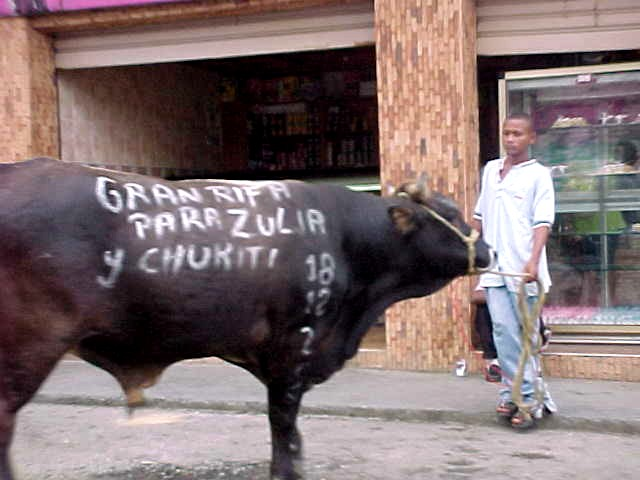
Premio de una rifa.

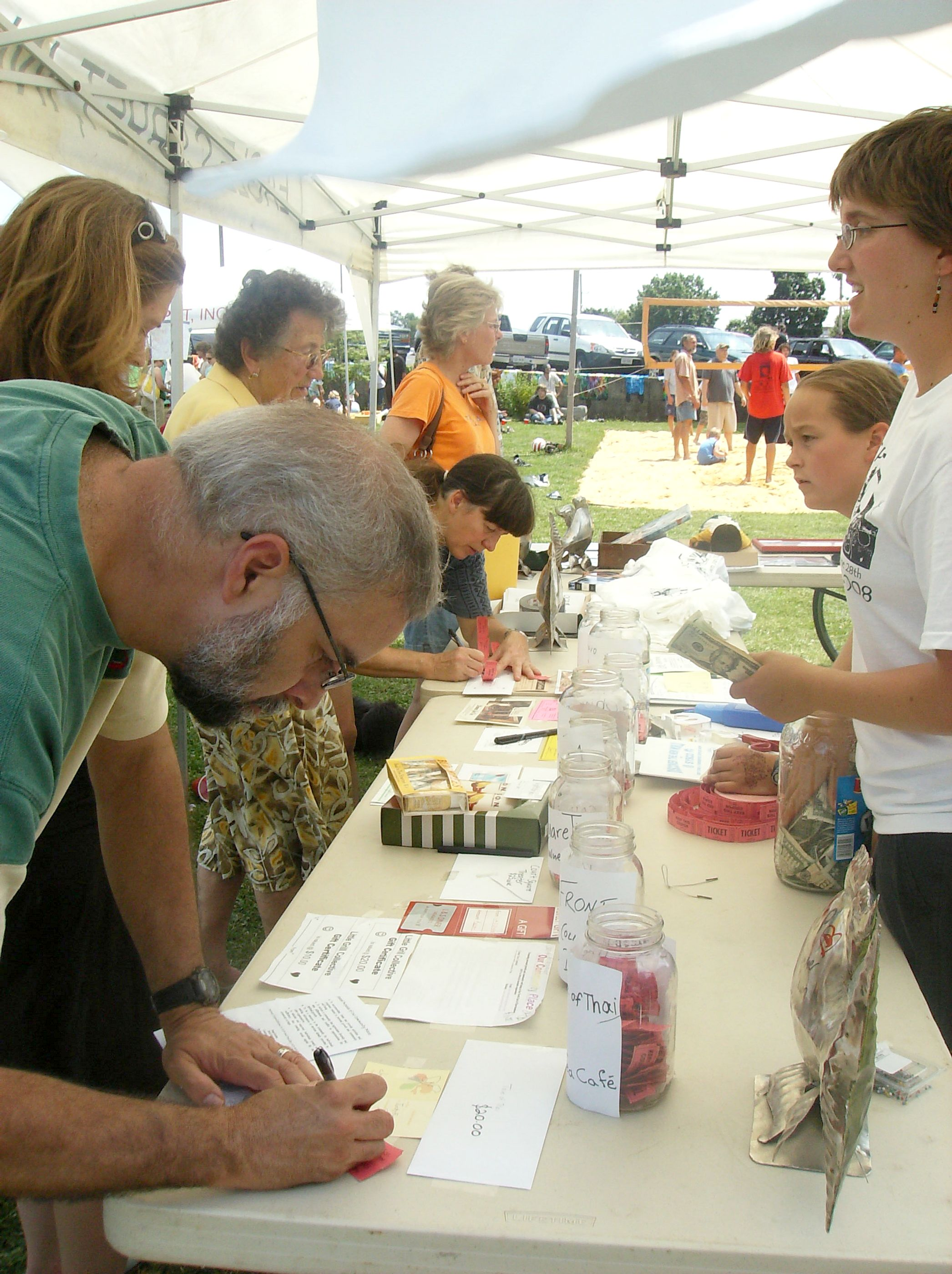
Rifa.

Una rifa es una competición en la que la gente compra boletos numerados. Las rifas son, a menudo, celebradas para reunir fondos y sufragar algún evento u obra de caridad.
La celebración de una rifa implica que un grupo de gente compra uno o varios números sin poseer un boleto que dan opción a recibir un determinado premio. Se trata de un juego de azar, en el que una copia de los números que aparecen son introducidos en una tómbola o en otro recipiente que garantice que sean extraídas aleatoriamente. El ganador es la persona con un número igual a uno extraído de la tómbola, y tiene derecho a reclamar su premio.
Las rifas a menudo incluyen varios premios de distinto tipo y valía que se van entregando ordenadamente a medida que van apareciendo ganadores. De esta manera, el jugador no juega por un premio específico, sino por la posibilidad de obtener uno de los premios posibles.
Algunos eventos donde se suelen celebrar rifas son ferias y fiestas locales, fiestas de empresas, carnavales, etcétera. También se pueden celebrar en un ámbito familiar.